# 테미스토 (위성)

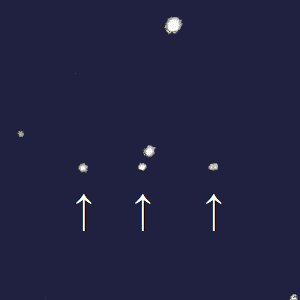

테미스토(Themisto) 또는 목성 XVIII은 목성의 순행 불규칙 위성이다. 1975년 9월 30일 처음 발견했으나 궤도 추적 실패로 놓쳐버렸으며, 이후 2000년 다시 발견하여 목성의 위성으로 인정받았다.